# Tonnoiromyia patagonica
Tonnoiromyia patagonica är en tvåvingeart som beskrevs av Alexander 1929. Tonnoiromyia patagonica ingår i släktet Tonnoiromyia och familjen småharkrankar. Inga underarter finns listade i Catalogue of Life.